# آلفونس اسپیسنس
آلفونس اسپیسنس (فرانسوی: Alfons Spiessens; ۲۸ دسامبر ۱۸۸۸ – ۲۱ آوریل ۱۹۵۶) دوچرخه‌سوار اهل بلژیک بود.